# Гай Цестий Гал (консул 35 г.)
Вижте пояснителната страница за други личности с името Гай Цестий Гал.
Гай Цестий Гал (на латински: Gaius Cestius Gallus) е политик и сенатор на ранната Римска империя.

## Биография
Произлиза от фамилията Цестии.
През 21 г. Гай Гал е сенатор. През 35 г. e консул заедно с Марк Сервилий Нониан. След тях суфектконсули стават Децим Валерий Азиатик и Авъл Габиний Секунд.

## Деца
- Гай Цестий Гал, суфектконсул 42 г. и от 63 до 67 г. управител на Сирия.